# 바실리 주콥스키
바실리 안드레예비치 주콥스키(러시아어: Васи́лий Андре́евич Жуко́вский, 1783년 2월 9일(구력 1월 29일)~1852년 4월 24일(구력 4월 12일))는 러시아의 시인이다. 1810년대 러시아 최고의 시인이자 19세기 전반 러시아 문학의 선도적인 인물이었다. 로마노프가 궁정에서 알렉산드라 표도로브나 대공비의 가정교사로, 나중에는 그녀의 아들이자 미래의 차르 해방자 알렉산더 2세의 가정교사로 높은 지위를 차지했다.
주콥스키는 러시아에 낭만주의 운동을 도입한 것으로 알려져 있다. 그의 문학 작품의 주요 부분은 피르다우시와 호메로스와 같은 고대 시인부터 동시대 시인 요한 볼프강 폰 괴테, 프리드리히 실러, 바이런 경 등에 이르기까지 매우 광범위한 시인을 포괄하는 무료 번역으로 구성되어 있다. 그의 번역본 중 다수는 러시아 문학의 고전이 되었으며, 일부 사람들은 원래 언어보다 러시아어가 더 잘 쓰여지고 오래 지속되는 것으로 간주했다.